# Roberto Cavanagh
Roberto Diego Lorenzo Cavanagh y Hearne (Buenos Aires, 12 novembre 1914 – Venado Tuerto, 14 settembre 2002) è stato un giocatore di polo argentino.
Ha vinto la medaglia d'oro nel polo ai Giochi olimpici di Berlino 1936.